# دوري قطاع غزة الدرجة الثانية
دوري قطاع غزة الدرجة الثانية هو دوري القسم الثالث من دوري قطاع غزة يلعب بنظام مجموعتين ويصعد من كل مجموعة فريق إلى الدرجة الأولى وأخر من صعد هم (المجمع الإسلامي ، و شباب الزوايدة).

## الصاعدين إلى الدرجة الأولى
تاريخ الصاعدين من الدوري إلى الدرجة الأولى:
| الموسم    | الصاعد الأول      | الصاعد الثاني   | مراجع |
| --------- | ----------------- | --------------- | ----- |
| 2014–2015 | التفاح            | العطاء          | [ 2 ] |
| 2015–2016 | أهلي بيت حانون    | جمعية الصلاح    | [ 3 ] |
| 2016–2017 | المجمع الإسلامي   | خدمات دير البلح | [ 4 ] |
| 2017–2018 | بيت حانون الرياضي | العطاء          | [ 5 ] |
| 2018–2019 | نماء              | الأقصى          | [ 6 ] |
| 2019–2020 | المجمع الإسلامي   | شباب الزوايدة   | [ 1 ] |
| 2020–2021 | خدمات جباليا      | أهلي النصيرات   |       |

## موسم 2020–2021

### المجموعة الأولى
- الزيتون
- الوفاق
- المشتل
- بيت لاهيا
- الرضوان
- خدمات جباليا
- فلسطين

### المجموعة الثانية
- اتحاد دير البلح
- جمعية الصلاح
- أهلي النصيرات
- خدمات دير البلح
- المصدر
- الأمل
- جماعي رفح
- الإستقلال
- العطاء